# 石橋湛山
石橋 湛山（いしばし たんざん、1884年〈明治17年〉9月25日 - 1973年〈昭和48年〉4月25日）は、日本のジャーナリスト、政治家、教育者（立正大学学長）。階級は陸軍少尉（陸軍在籍時）。位階は従二位。勲等は勲一等。
大蔵大臣（第50代）、通商産業大臣（第10・11・12代）、内閣総理大臣（第55代）、郵政大臣（第9代）などを歴任した。総理大臣在任期間は65日であり、日本国憲法下では羽田孜の64日に次いで2番目に短く、日本の憲政史上でも3番目の短さである。
早稲田大学から法学の名誉博士（Doctor of Laws）を贈られた（1957年10月20日授与）。

## 概要
明治国家のミリタリズム、インペリアリズムは世界の趨勢であったとしても、見落とされてはならないのがデモクラシーの醸成であるとしている。このことに日本人は誇りを覚えよと言っている。
戦前は『東洋経済新報』等の論壇において、国家として正常な政策と見做されることもあった帝国主義を日本にはそぐわないものと見抜き、国際協調を背景とした貿易・科学による経済安定を提唱した。
戦後は「日中米ソ平和同盟」を主張して政界で活躍した。保守合同後初めて本格的に実施された自民党総裁選挙を制して総理総裁となったが、在任2ヵ月弱で発病し、退陣した。退陣後は中華人民共和国との国交正常化に力を尽くした。
湛山の思想は、ヒューマニズム・自由主義であり、在学中、田中王堂のもとでプラグマティズムの影響を受けたことから、”真理とは常に人類の生活の変化と共に変化する、決して千古不磨なものではない”といった語録に見られるように、他を顧みず絶対的な主義に陥ることによる破滅に警鐘を鳴らす。
戦前戦中、帝国主義・軍国主義・ファシズムを批判し、言論の自由を標榜し、市民を中心に据えた徹底的民主主義とリベラリズムを貫き通したと言ってもいいだろう。
実父は身延山久遠寺第81世法主杉田日布である。その関係で、立正大学学長に就任した。

## 生涯

### 生い立ち
日蓮宗僧侶・杉田湛誓ときん夫妻の長男・省三（せいぞう）として生まれる。
実父の湛誓は日蓮宗一致派の初代管長である新居日薩の門下で、現在の東京都港区高輪の承教寺に所在していた当時東京大教院（現・立正大学の前身）の助教補（助手→助教）を務めていた。
母・きんは、江戸城内の畳表一式を請け負うほどの大きな畳問屋・石橋藤左衛門の次女である。石橋家は承教寺の有力な檀家で、東京大教院に在学中の湛誓と親しくしていた。当時の宗教界の習わしに従って、湛山は母方の石橋姓を名乗った。
湛山は3男3女の6人兄弟のうちの長男である。湛山の兄弟では湛誓次男の野澤義郎も湛山と同様に甲府中学・早稲田大学を経て東洋経済新報社に入社し、支局長・監査役を務めている。湛誓三男の湛正は東京大学を卒業し、富士宮一乗寺の住職となっている。

### 学生時代
1885年（明治18年）、父・湛誓が郷里山梨県南巨摩郡増穂村（現・同郡富士川町）にある昌福寺の住職へ転じるため、母・きんと共に甲府市稲門（現・甲府市伊勢2丁目）へと転居する。
1889年（明治22年）、甲府市立稲門尋常小学校に入学する。3年生の時に初めて父と同居することになり、稲門から約20 km奥まっている増穂村の小学校に転校した。
1894年（明治27年）、湛誓が静岡市の日蓮宗本山・青龍山本覚寺の住職に転じることになり、山梨県中巨摩郡鏡中条村（旧・同郡若草村 → 若草町、のち南アルプス市に編入）にある長遠寺の住職である望月日謙（後に久遠寺83世法主）に預けられる。以来、実質的な親子の関係は絶たれ、幾度となく手紙を出すが父母からの返事はもらえなかったという。
1895年、日謙に勧められ山梨県立尋常中学校（後の甲府中学、現在の山梨県立甲府第一高等学校）へ進学する。湛山は2年落第し、7年間在籍する。1901年（明治34年）3月には甲府中学校長の幣原坦が退任し、大島正健が赴任する。大島は札幌農学校（現・北海道大学の前身）第1期生としてウィリアム・スミス・クラークの薫陶を受けた人物で、1914年（大正3年）まで甲府中学校長を務めた。湛山は1902年に甲府中学を卒業するため1年のみの薫陶を受けるが、湛山は後に『山梨県立甲府中学同窓会報』において大島との出会いを述懐し、自身の人生観に大きな影響を与えたと記している。晩年に至るまで、湛山の枕元には常に日蓮遺文集と聖書が置かれていたという。在学中は校友会の季刊誌『校友会雑誌』に論文を投稿し、剣道部にも入部した。
『校友会雑誌』は甲府一校百周年記念館資料室に数十冊が所蔵されており、湛山の論文を含む号も現存している。湛山は1900年6月発行の第八号において「石橋坐忘」の筆名で小論「石田三成論」を発表し、以来「石橋省三」「石橋省造」「石橋湛山」などの名で小論を発表している。また、『校友会雑誌』には学術部総会に関する報告も掲載され、湛山が総会において英文朗読・演説、文章の朗読・演説などを行っており、当時から政治・歴史などに関心をもっていたことが確認される。5年生時には同会の理事を務めている。
1902年（明治35年）3月に、山梨県立第一中学校を卒業する。中学を卒業するころに、湛山と改名している。翌月、第一高等学校（現・東京大学教養学部）受験のため上京する。その際に、正則英語学校に通った。しかし同年7月の試験は不合格だった。翌年に再度受験するがまたもや失敗し、早稲田大学高等予科の編入試験を受けて合格し、9月に入学した。こうして、東京での下宿生活が始まった。

### ジャーナリスト時代
早稲田大学を卒業して、さらに1年間研究科で勉強する。1908年（明治41年）12月に、 島村抱月の紹介で毎日新聞社（旧横浜毎日新聞や旧東京横浜毎日新聞で、当時は『東京毎日新聞』を出している。現在の毎日新聞社とは無関係）に入社した。
1909年（明治42年）12月には東京麻布の第1師団・歩兵第3連隊に一年志願兵として入営する。湛山ははじめ社会主義者と誤解され要監視兵の扱いを受けるが、後に誤解が解け上官・将校とも良好な関係を築き、彼らも湛山の「合理性」を評価したという。湛山は伍長に昇進し、1910年（明治43年）12月1日軍曹で予備役編入。湛山は入営中に軍隊の哲学に関心を持ち、社会生活・団体生活への順応性の重視を痛感したという。
1911年（明治44年）1月に東洋経済新報社に入社するが、同年9月に見習士官として再入営し、最終試験を経て1913年（大正2年）1月10日に陸軍歩兵少尉となる。その後1916年夏に半月間の機動演習に召集されている。
1912年（大正元年）11月、東京経済新報社主幹・三浦銕太郎の媒酌で東小松川松江尋常高等小学校の教師・岩井うめ（梅子）と結婚する。うめは福島県二本松出身の教師であった三浦の妻の教え子だった。
湛山は大正デモクラシーにおけるオピニオンリーダーの一人として、いち早く「民主主義」を提唱する。また三・一独立運動をはじめとする朝鮮における独立運動に理解を示したり、帝国主義に対抗する平和的な加工貿易立国論を唱えて台湾・朝鮮・満州の放棄を主張するなど（小日本主義）、リベラルな言論人として知られる。1924年（大正13年）12月に第5代主幹となり、翌年1月には代表取締役専務（社長制となるのは、1941年以降）に就任する。また同年から1936年（昭和11年）まで鎌倉町議会議員を務めた。
1931年（昭和6年）には東洋経済新報社を中心とした経済倶楽部が創設される。1933年（昭和8年）には経済倶楽部の会員により山梨県南都留郡山中湖村旭日丘に「経済倶楽部山中湖畔山荘同人会（経済村）」が作られ、湛山も山中湖畔に山荘を構え、夏期は同所において執筆活動を行った。
部下の高橋亀吉と共に経済論壇の一翼を担い、金解禁に当たっては1円=金2分（1/5匁・0.75g。旧平価）での金本位制復帰に反対して、実体経済に合わせて通貨価値を落とした上での復帰（新平価解禁）を勝田貞次らと共に主張し、旧平価での復帰や財界整理を主張する池田成彬や堀江帰一、大蔵大臣として金解禁を旧平価で行う井上準之助と論争している。行政では、中央集権・画一主義・官僚主義との訣別を主張した。
日中戦争勃発から敗戦に至るまで『東洋経済新報』誌上にて長期戦化を戒める論陣を張っている。同誌は署名記事を書くことが困難だった多くのリベラリスト（清沢洌ら）にも匿名での論説の場を提供する。石橋や匿名執筆者の論調は常に冷静な分析に基づいており、かつ婉曲・隠微に読者を啓蒙する特徴を持っていたため、同誌は政府・内務省から常に監視対象にされてインクや紙の配給を大きく制限されたが、廃刊は免れた。
太平洋戦争では、次男和彦が召集され戦死した。また、戦争末期には、連合国の戦後構想に刺激を受け、戦後研究の重要性を石渡荘太郎蔵相に進言し、それにより設立された大蔵省戦時経済特別調査室で経済学者や金融関係者と共に戦後研究を行った。戦時経済特別調査室の資料は 名古屋大学大学院経済学研究科附属国際経済政策研究センター情報資料室のウェブサイト にて閲覧可能である。
敗戦は、印刷工場疎開先の秋田県平鹿郡横手町（現、横手市）で迎えた。湛山は横手町民や秋田市民に講演を試み、連合軍の対日方針と日本経済の見通しについて語り、人心の鼓舞に努め、1945年（昭和20年）8月25日には、論説「更正日本の進路〜前途は実に洋々たり」で科学立国で再建を目指せば日本の将来は明るいとする見解を述べ、小日本主義の復活を唱えた。彼は、貿易の自由さえあれば領土縮小の不利益は克服しうるとし、産業復興計画を立て、それを実行せよと説き、政治面では、五か条の御誓文と欽定憲法に立ち帰れと主張した。10月13日『東洋経済新報社論』で、「靖国神社廃止の議」を論じて靖国神社の廃止を主張した。
東京裁判ではGHQ・検察側が、高橋是清の経済政策が戦争に結びついたと主張したが、それに対し石橋は弁護をした。石橋は、高橋是清の政策はデフレ不況を脱出するための政策であり、軍備拡張にはつながっていない、明治以来の政策と軍備拡張の政策は違うと主張したが、裁判では採用されなかった。

### 政界へ
湛山は、自身の経済復興計画の実現のため、戦後、政界入りを決意した。1946年（昭和21年）4月10日に行われた第22回衆議院議員総選挙に際して、日本社会党から誘いを受けるもこれを断り、日本自由党公認で東京都第2区（大選挙区）から立候補した。自らの計画実現に適した政党は鳩山一郎率いる日本自由党であると考えたためであった。湛山はこの選挙に落選するが、同年5月22日に成立した第1次吉田内閣に大蔵大臣として入閣した。
大蔵大臣在任時にはデフレーションを抑えるためのインフレーションを進め、傾斜生産（石炭増産の特殊促進）や復興金融金庫の活用を特徴とする「石橋財政」を推進した。
そして戦時補償債務打ち切り問題、石炭増産問題、進駐軍経費問題などでGHQと対立する。進駐軍経費は賠償費として日本が負担しており、ゴルフ場や邸宅建設、贅沢品などの経費も含んでいて、日本の国家予算の3分の1を占めている。このあまりの巨額の負担を下げるように、石橋は要求した。アメリカは、諸外国の評判を気にしたことと、以後の統治をスムーズに進行させることを考慮して、日本の負担額を2割削減することとなった。

### 公職追放
戦勝国アメリカに勇気ある要求をした石橋は、国民から“心臓大臣”と呼ばれるもアメリカに嫌われ、1947年（昭和22年）に第23回衆議院議員総選挙で静岡2区（中選挙区）から当選したが、公職追放令をもってGHQにより公職追放された。この公職追放は吉田茂が関わっていると云われた。1951年（昭和26年）の追放解除後は、吉田の政敵であった自由党・鳩山派の幹部として打倒吉田に動いた。この時期に立正大学から懇請されて、学長に就任した。

### 公職追放からの復帰

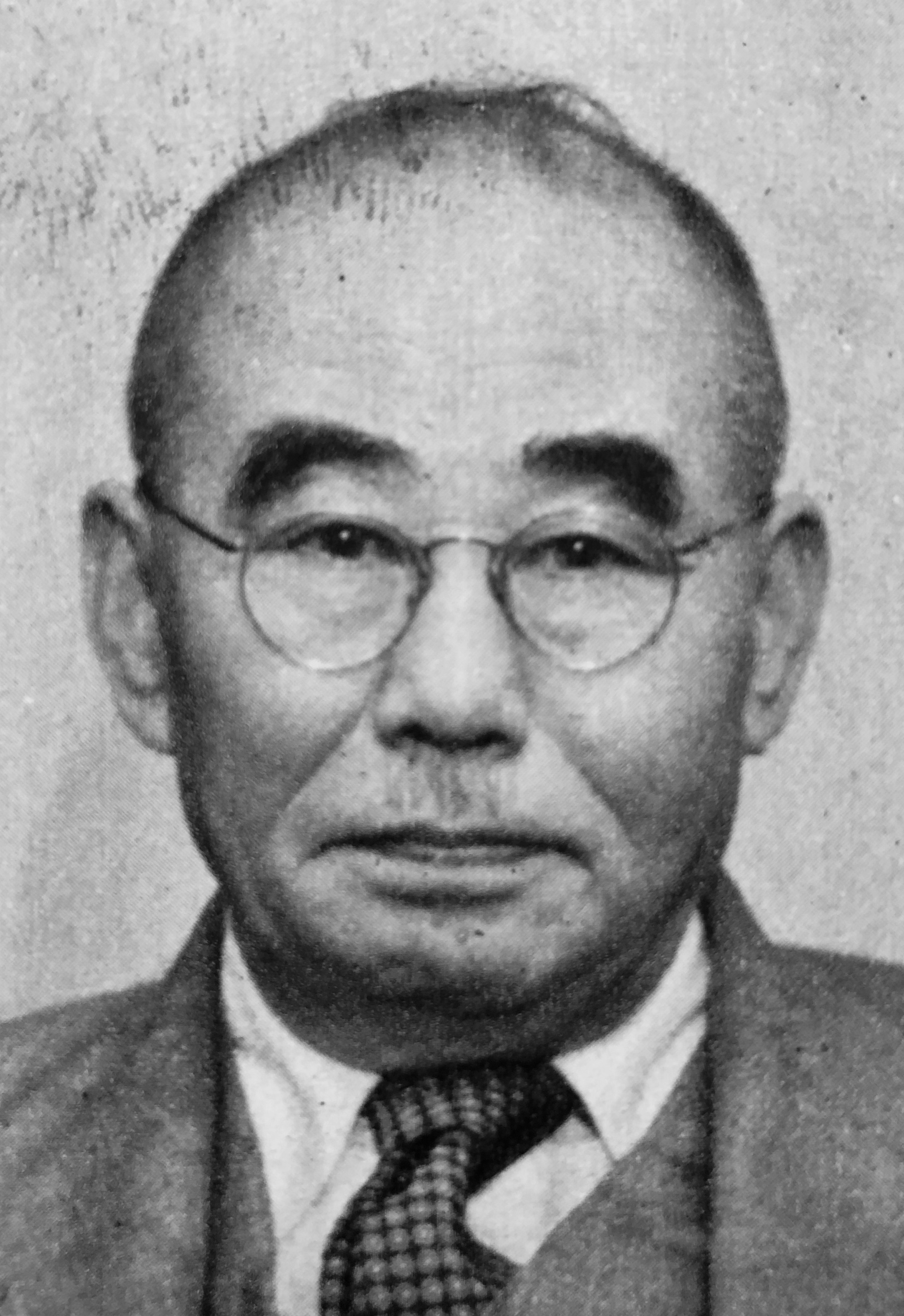
1954年

1954年（昭和29年）の第1次鳩山内閣で通商産業大臣に就任した。1955年には商工委員会委員長田中角栄のもと、戦後の財閥解体の根拠法令のひとつであった過度経済力集中排除法を、独占禁止法と置き換える形で廃止した。1955年（昭和30年）11月には、日中輸出入組合の結成を支援した。
石橋は中華人民共和国、ソビエト連邦との国交回復などを主張したが、アメリカの猛反発を受ける。アメリカのジョン・フォスター・ダレス国務長官は「中共（中華人民共和国）、ソ連との通商関係促進はアメリカ政府の対日援助計画に支障をきたす」と通告してきた。このアメリカの強硬姿勢に動揺した鳩山一郎首相に対し、石橋は「アメリカの意向は無視しましょう」と言った。
同年11月15日の保守合同により、鳩山の日本民主党と吉田から継承した緒方竹虎の自由党が合同し自由民主党が結成され、これに石橋も参画した。

### 総理総裁

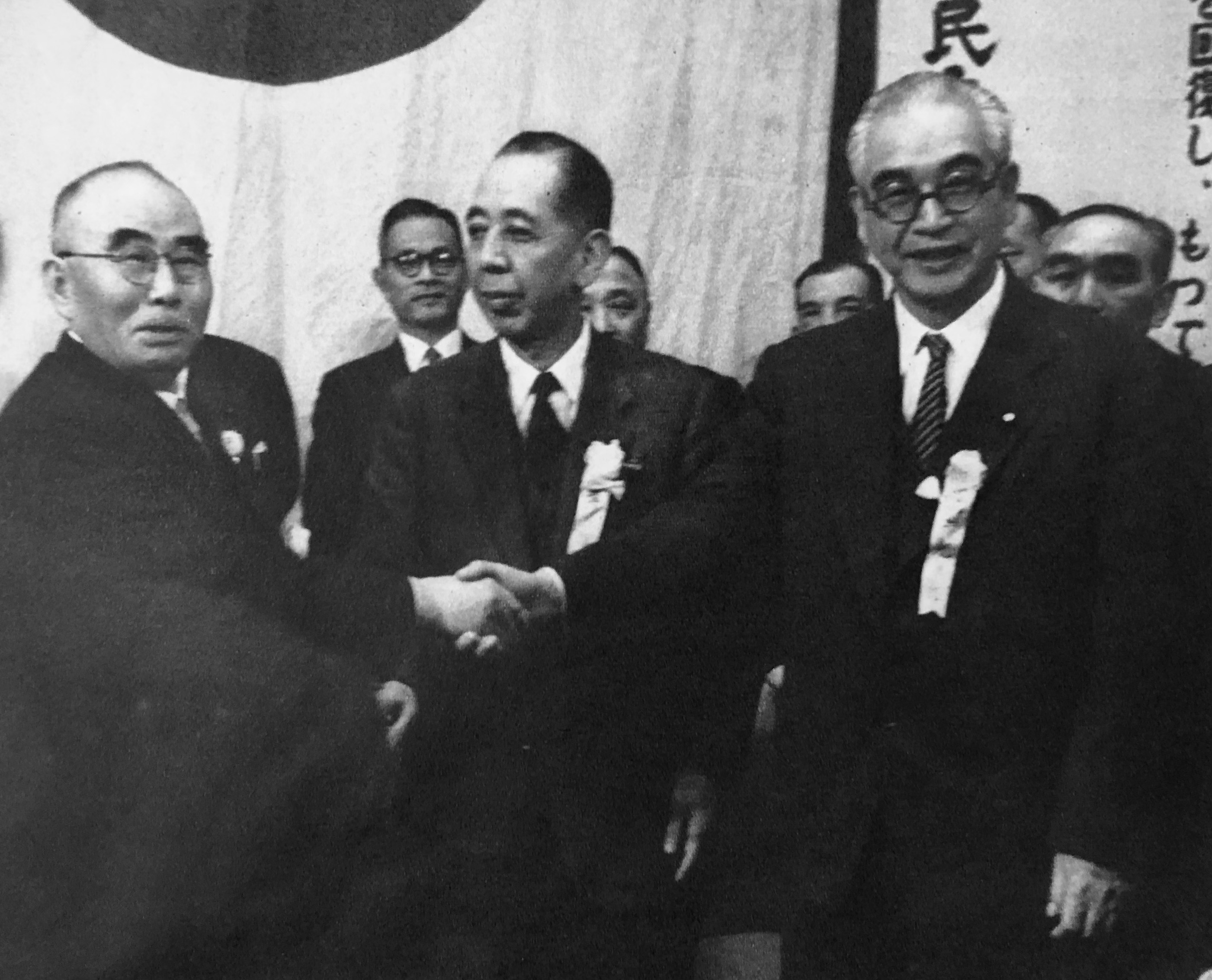
1956年12月14日に行われた自由民主党総裁選挙に立候補した石橋、岸信介、石井光次郎。

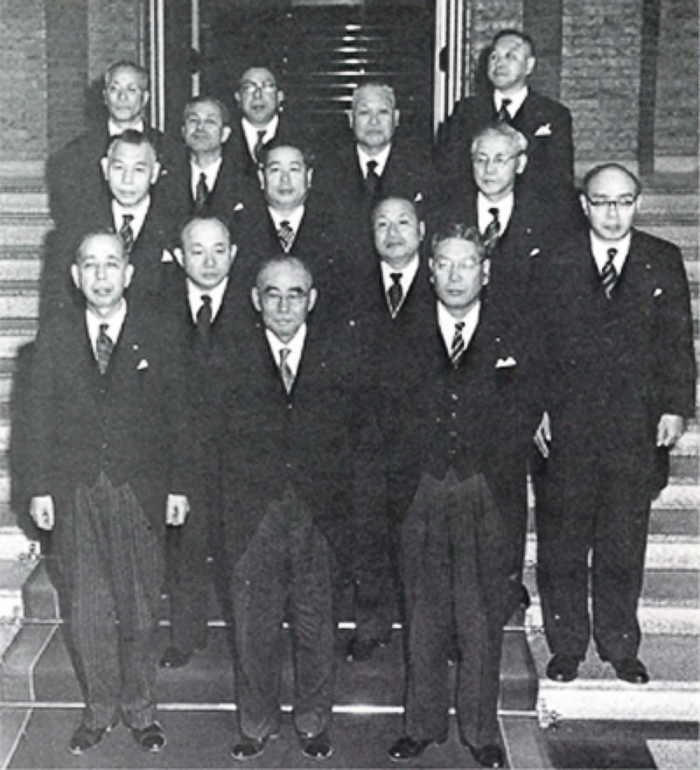
石橋（最前列中央）と外務大臣岸信介（最前列左）、大蔵大臣池田勇人（最前列右）ら石橋内閣の閣僚

1956年（昭和31年）10月19日に日本とソビエト連邦が日ソ共同宣言により国交正常化するも、同年11月2日、鳩山首相が辞任を表明。これを受けて同年12月14日に自民党総裁選が実施された。石橋は、さらに中華人民共和国など他の共産圏とも国交正常化することを主張、鳩山派の一部を石橋派として率いて立候補した。石橋のほかにアメリカ追従を主張する岸信介、そして石井光次郎が立候補した。当初は岸優位で、1回投票では岸が1位であったが、石井光次郎と2位・3位連合を組んだ決選投票では石橋派参謀の石田博英の功績もあって、岸に7票差で競り勝って総裁に当選、12月23日に内閣総理大臣に指名された。
しかし、前述のような総裁選であったため岸支持派とのしこりが残り、さらに石橋支持派内部においても閣僚や党役員ポストの空手形乱発が行われ、組閣が難航したため、石橋自身が一時的に多くの閣僚の臨時代理・事務取扱を兼務して発足した（一人内閣）。親中派でもある石橋政権の樹立によって、日本を反共の砦とするために岸を望んでいたアメリカ大統領ドワイト・D・アイゼンハワーは狼狽したという。「党内融和のために決選投票で対立した岸を石橋内閣の副総理として処遇すべき」との意見が強かったため、石橋内閣成立の立役者だった石井の副総理がなくなり、副総理には岸が就任した。
内閣発足直後に石橋は「全国民を包括する総合的な医療保障」を演説した鳩山の路線を継承して、同年1月8日に国民皆保険を目指すことを閣議決定するなど福祉国家建設、さらに対米自主外交では日中貿易を促進する世界平和の確立などを基本とした「五つの誓い」を掲げ、具体的には経済政策では池田勇人を大蔵大臣に抜擢して「1000億円施策、1000億円減税」を打ち出した。これは当時の予算規模からすれば極めて積極的な予算であり、所得減税の一方で、施策は道路（輸送）・住宅に重点を置いたもので、成長過程の障害除去によりさらなる成長を呼び込むという循環作用を意図した、高度成長期の財政の原型ともいえる予算であったとされる一方で、短期的には過度の景気加熱を呼び込んで景気の早期腰折れの原因ともなった。全国10か所を9日間でまわるという遊説行脚を敢行、自らの信念を語るとともに有権者の意見を積極的に聞いてまわった。同年1月25日、帰京した直後に自宅の風呂場で倒れた。軽い脳梗塞だったが、報道には「遊説中にひいた風邪をこじらせて肺炎を起こした上に、脳梗塞の兆候もある」と発表した。副総理格の外相として閣内に迎えられていた岸信介がただちに総理臨時代理となったが、2か月の絶対安静が必要との医師の診断を受けて、石橋は「私の政治的良心に従う」と退陣した。1957年（昭和32年）度予算審議という重大案件の中で行政府最高責任者である首相が病気療養を理由に自ら国会に出席して答弁できない状況での辞任表明には、野党でさえ好意的であり、岸の代読による石橋の退陣表明を聞いた日本社会党の浅沼稲次郎書記長は石橋の潔さに感銘を受け、「政治家はかくありたい」と述べたと言う。石橋の首相在任期間は65日で、東久邇宮稔彦王・羽田孜に次ぐ歴代で3番目の短さである。日本国憲法下において、国会で一度も演説や答弁をしないまま退任した唯一の首相にもなった。後任の首相には岸が任命され、居抜き内閣として第1次岸内閣が誕生した。
石橋は昭和初期に『東洋経済新報』で、暴漢に狙撃され「帝国議会」への出席ができなくなった当時の濱口雄幸首相に対して、「議会運営に支障をきたし、潔く退陣すべし」とする、退陣を勧告する社説を書いたことがあった。もし国会に出ることができない自分が首相を続投すれば、当時の社説を読んだ読者を欺く事態になると考えたのである。

### 退陣後
幸い脳梗塞の症状は軽く、若干の後遺症は残ったものの、石橋はまもなく政治活動を再開するまでに回復した。
1959年（昭和34年）9月、岸より「同盟国アメリカの意思に反する行為であり、日本政府とは一切関係ないものとする」と牽制されながらも中華人民共和国を訪問した。前首相・衆議院議員とはいえ政府の一員ではない石橋は、訪問してから数日はなかなか首脳と会える目処がつかなかったが、交渉に苦労の末、同月17日周恩来首相との会談が実現した。冷戦構造を打ち破り、日本がその懸け橋となる日中米ソ平和同盟を石橋は主張した。この主張は、まだ国連の代表権を持たない共産党政権にとって国際社会への足がかりになるものとして魅力的であり、周はこの提案に同意した。周は台湾（中華民国）に武力行使をしないと石橋に約束した。「日本と中国は両国民が手を携えて極東と世界の平和に貢献すべきである」との石橋・周共同声明を発表した。1960年（昭和35年）、大陸中国との貿易が再開した。この声明が後に日中共同声明に繋がったともいわれる。
その後も少数派閥ながら石橋派の領袖として影響力を持ち、岸が主導した日米安保条約改定には、本会での議決を欠席するなどして、批判的な態度をとり自民党内ハト派の重鎮として活躍した。
1963年の第30回衆議院議員総選挙で自民党は河野一郎の元秘書官の木部佳昭を新たに公認。定数5の選挙区を自民党公認候補者4人が争い、石橋は次点で落選。そのまま政界を引退した。
1964年4月の春の叙勲で勲一等に叙され、旭日大綬章を受章する。
1966年2月、手足に麻痺を感じ聖路加病院に入院、主治医は日野原重明が務めた。同年11月の自民党幹部・大久保留次郎の葬儀に参列したのを最後に外出記録はない。1968年3月には立正大学学長を退き、一切の社会的活動から引退した。1970年2月にも再び肺炎で聖路加病院に入院し、その後は鎌倉の娘宅や新宿区中落合の自宅で療養することになる。
1967年10月20日に吉田茂が死去し、当時存命中の内閣総理大臣経験者としては最年長となる。
1971年7月にはアメリカ大統領の特使ヘンリー・キッシンジャーが訪中し周恩来と会談すると、米中対話を支持するメッセージを発表している。また、翌1972年7月には田中角栄内閣が成立し日中国交正常化への機運が高まっていたが、田中は訪中3日前の9月22日に中落合の石橋宅を訪れ石橋から周恩来宛の書簡を託されている。田中訪中の結果、日中国交正常化が成立すると、石橋はこれを祝賀するメッセージを発表している。
その後は病状が悪化し、1973年4月25日午前5時に脳梗塞のため東京都内の自宅で死去した。享年90（満88歳没）。翌26日、特旨を以て位十一級を追陞され、死没日付をもって正八位から従二位に叙され、旭日桐花大綬章を追贈された。死去時点で内閣総理大臣経験者としては最年長であった（石橋の死去に伴い最年長は片山哲となる。最古参は東久邇宮稔彦王のままであった）。

## 略年譜
- 1884年（明治17年）

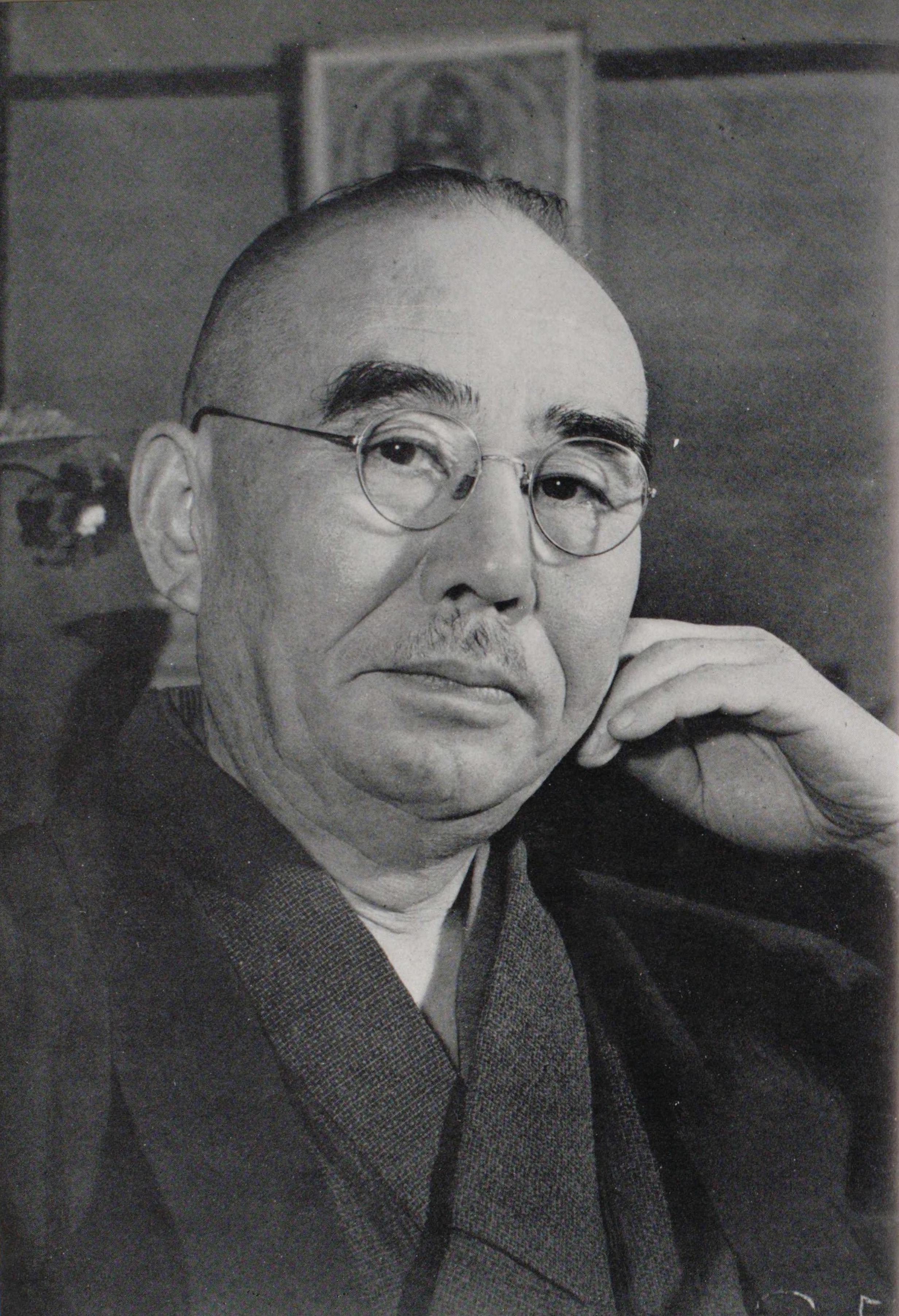
1953年（田村茂撮影）

  - 9月25日 - 東京市芝区芝二本榎（現在の港区）に生まれる。
- 1885年（明治18年）
  - 3月 - 父が山梨県南巨摩郡増穂村（現在の富士川町）に在る昌福寺の住職に転じたことに伴い、母と共に甲府市稲門に転居。
- 1894年（明治27年）
  - 9月 - 父が豊田村（現在の静岡市駿河区）にある青龍山本覚寺住職就任のために、山梨県中巨摩郡鏡中条村（若草村→若草町を経て、現在の南アルプス市）にある長遠寺の住職を務めている望月日謙に預けられる。
- 1895年（明治28年）
  - 4月 - 山梨県立尋常中学校に入学。
- 1902年（明治35年）
  - 3月 - 省三を湛山と改名する。山梨県立山梨県第一中学校を卒業。
- 1903年（明治36年）
  - 9月 - 早稲田大学高等予科に編入。
- 1904年（明治37年）
  - 9月 - 早稲田大学大学部文学科（現在の文学部）哲学科へ進級（当時の学校長は鳩山和夫）。
- 1907年（明治40年）
  - 7月 - 早稲田大学大学部文学科を首席で卒業（英文科を含む）して、特待研究生として宗教研究科へ進級。
- 1908年（明治41年）
  - 7月 - 宗教研究科を修了して、島村抱月の紹介で毎日新聞社（『東京毎日新聞』を出している方）に入社。
- 1909年（明治42年）
  - 8月 - 毎日新聞社を退社。
  - 12月 - 東京麻布の歩兵第3連隊に入営。
- 1910年（明治43年）
  - 11月 - 軍曹に昇進して除隊。
- 1911年（明治44年）
  - 1月 - 東洋経済新報社に入社して、『東洋時論』の編集を担当する。
  - 9月 - 見習い士官として、3ヶ月の召集を受ける。
- 1912年（大正元年）
  - 11月 - 福島県伊達郡保原町（現在の伊達市）生まれの岩井うめと結婚。岩井家は、旧藩時代、米沢藩士として家老職を務めた名門だった。
- 1913年（大正2年）
  - - 陸軍の歩兵少尉となる。
- 1916年（大正5年）
  - 11月 - 東洋経済新報社の合名社員に選ばれる。

- 1917年（大正6年）

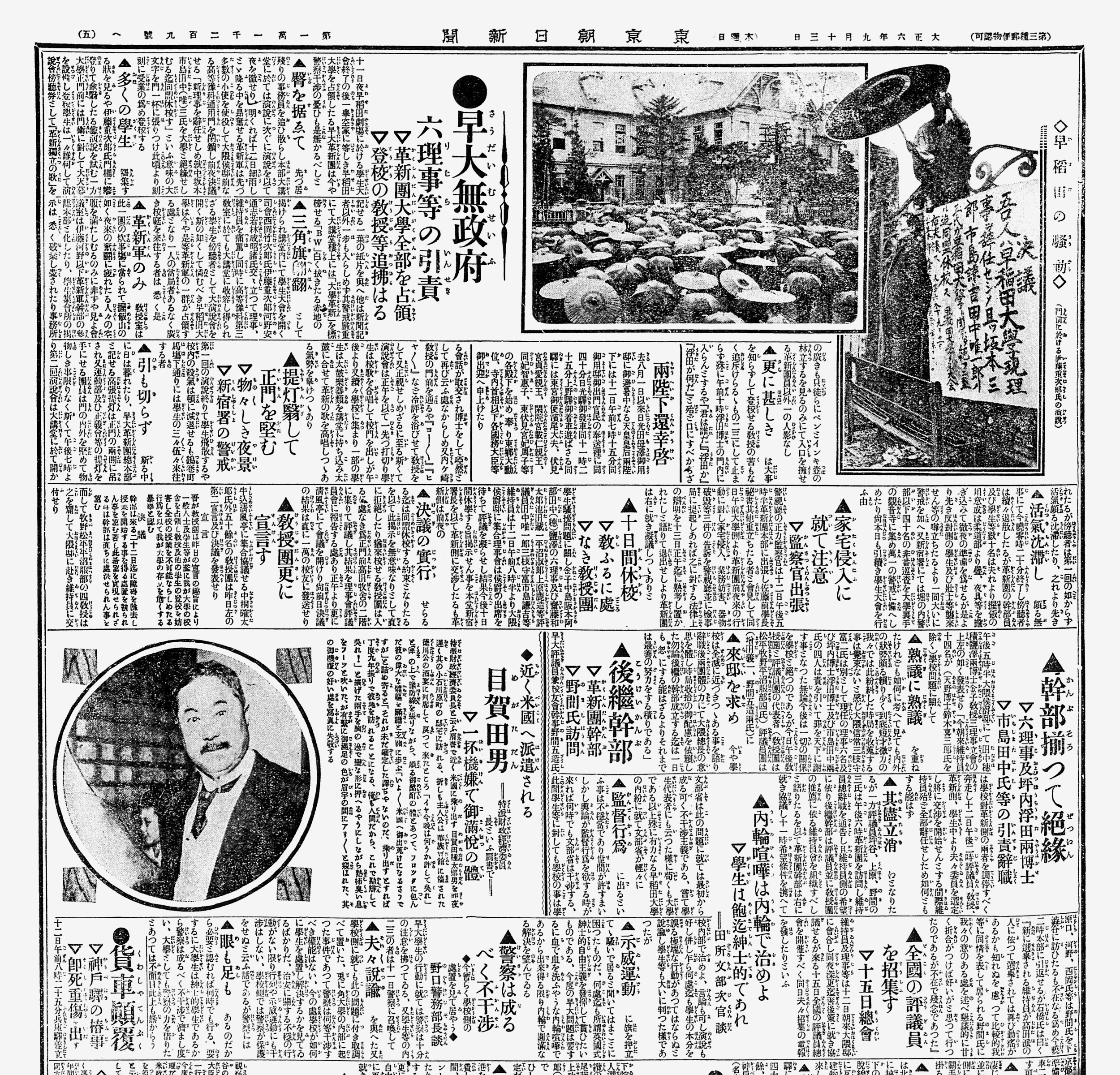
石橋がリーダーとして活躍した早稲田騒動（『東京朝日新聞』 1917年9月13日付5面）

  - 6月 - 早稲田騒動で天野為之派のリーダーとして活躍（～9月）。
- 1924年（大正13年）
  - 9月 - 鎌倉町町会議員に当選（ - 1928年8月）。
  - 12月 - 東洋経済新報社第五代主幹に就任。
- 1925年（大正14年）
  - 1月 - 東洋経済新報社代表取締役・専務取締役に就任。
- 1935年（昭和10年）
  - 9月 - 内閣調査局委員に任ぜられる。
- 1940年（昭和15年）
  - 11月 - 東洋経済研究所を設立して、所長および理事に就任。
- 1941年（昭和16年）
  - 2月 - 東洋経済新報社の社長制新設に伴い、代表取締役社長に就任。
- 1945年（昭和20年）
  - 3月 - 東京大空襲で、芝の居宅が焼失。
- 1946年（昭和21年）
  - 3月 - 山川均提唱の民主人民連盟世話人会に参加。
  - 4月 - 戦後初の衆議院議員総選挙に立候補して落選。
  - 5月 - 第1次吉田内閣の大蔵大臣に就任。
- 1947年（昭和22年）
  - 4月 - 静岡県第2区より総選挙に立候補して初当選。
  - 5月 - GHQにより公職追放となる。
- 1951年（昭和26年）
  - 6月 - 公職追放が解除されて、自由党に復党。
- 1952年（昭和27年）
  - 12月 - 立正大学学長に就任。
- 1953年（昭和28年）
  - 3月 - 政策審議会会長に就任。
- 1954年（昭和29年）
  - 11月 - 岸信介と共に、自由党より除名処分を受ける。
  - 12月 - 第1次鳩山内閣の通商産業大臣に就任する。
- 1956年（昭和31年）
  - 12月 - 自由民主党第2代総裁に当選し、その後の首班指名を受けて内閣総理大臣に任命される[37]。
- 1957年（昭和32年）
  - 1月 - 日蓮宗権大僧正の僧階を授与される。同月脳梗塞を発症し（公式発表は老人性急性肺炎）、聖路加国際病院に入院。主治医は日野原重明。
  - 2月 - 自由民主党総裁と総理大臣を辞任。
  - 10月 - 早稲田大学より名誉博士号を授与される。
- 1959年（昭和34年）
  - 9月 - 中華人民共和国を訪問して、周恩来と会談。
- 1963年（昭和38年）
  - 9月 - 日本工業展覧会総裁として中国を訪問。
  - 11月 - 総選挙で落選し、政界を引退。
- 1964年（昭和39年）
  - 9月 - ソビエト連邦を訪問。
- 1968年（昭和43年）
  - 3月 - 立正大学学長を退任。
- 1973年（昭和48年）
  - 4月25日午前5時 - 88歳で死去。
  - 4月28日 - 池上本門寺で密葬。
  - 5月12日 - 築地本願寺で自民党葬。戒名は、謙徳院殿慈光湛山日省大居士。遺骨は分骨され、一部は日暮里の善性寺、身延山久遠寺に葬られる。

## 人物

### 思想・評論
明治天皇と明治時代を記念した明治神宮建設計画に際して。
第一次大戦参戦（ドイツへの開戦）と対支21ケ条要求について
一切を棄つるの覚悟
中央集権から分権主義へ
経済学者の田中秀臣は「石橋湛山の小国主義は、政府・日本銀行の適切な政策運営で日本の潜在成長をサポートしていく、というリフレ政策の立場を基礎にしていた」と指摘している。田中は「『リフレの経済学』は小国主義的であり、自国の政策によって国内の経済・社会問題を解決し、他国を政策に利用せず不干渉で近隣諸国と友好をはかる方策と言える」と指摘している。

### 憲法と軍隊
日本国憲法と軍隊の在り方を巡る言動は、時代状況によりいくつかの変遷がある。
1946年（昭和21年）3月に「憲法改正草案を評す」で、日本国憲法に関しては憲法九条に該当する草案第二章の戦争放棄を「最早日本は敗戦国でも、四等、五等でもなく、栄誉に輝く世界平和の一等国、予ねて日本に於て唱えられた真実の神国に転ずるものである。之れに勝った痛快事があろうか」と評価した。
だが1950年（昭和25年）ごろからは、自衛軍設置の主張や共産・社会主義との対決姿勢（後に自ら廃稿した「第三次世界大戦と世界国家」）を鮮明にし、政治家としても「反吉田」路線に立ち、憲法改正・再軍備論者として活動した。同時期には「破局的な第三次世界大戦がいやだというなら、そこ（各国の軍備全廃）まで行かなきゃダメだ」と駄目を押し「その場合は国を亡ぼしてもいいという覚悟をしなければとてもできない」（1952東洋経済新報「問われるままに」）と現実と理想のギャップを示しながら、熟慮・覚悟の伴わない理想論を戒めている。一方で私的に記した日記の中でも、1950年の記述で「今日の世界に於て無軍備を誇るのは、病気に満ちた社会に於て医薬を排斥する或種の迷信」と非武装中立の主張を公的な発言以上に辛辣に評してもいる。
1953年の総選挙では、鳩山自由党の政策委員長として政策をまとめて「憲法を国情に適するように改正」「戦争否定の精神は国策として存置するが、戦争発生防止のため自衛軍を組織する」などを明記した。これは後年の「国としての軍備を持たず国際紛争を武力をもって解決していくのではないと、世界に宣言したことは…人類最高の宣言であると信じている。これが少し時勢に早かったというのであれば、修正の箇所だけあとに加える…『九条は現代の世代において論理通りにいかぬので、世界の国々が恒久平和の理想に燃え、同一精神、同一歩調のとれるまで、しばらく停止する』という具合」という主張（1966「中小企業」）にも合致する。
1957年（昭和32年）、首相に就任した翌年の新春特大号の『東洋経済』「石橋湛山大いに語る」では「国連に対して義務を負うということは、軍備ということも考えられる」とし、同時期の「プレスクラブ演説草稿」では「世界の実情から判断して、国の独立安全を保つのに必要な最小限の防衛力はこれを備える国際義務を日本国民は負うものであると信じます」としている。ただし同稿の中で「人類を救わんとするならば、われわれは軍備拡充競争を停止し、戦争を絶滅しなければなりません」と、冷戦の平和解決と軍縮を主張した。
米ソ日中平和同盟を提唱してからは将来の理想を語りながらではあるが、再び平和憲法の意義を強調（「池田外交路線へ望む」）しながら、各国の軍備でなく国際警察軍によって平和を守る「世界連邦」実現への努力を説いている（「日本防衛論」）。
石橋は後年「私の戦争反対論には、理屈の外に、実はこの（軍隊時代の）実弾演習の実感が強く影響していたと思う」「もし世の人が皆戦争をさように身近に考えたら、軽率な戦争論は跡を絶つに違いない」（「湛山回想」）と振り返っている。戦争を嫌悪した湛山だが、彼にとっての軍隊体験は、平和についての思索や公共生活の訓練として実のあるものだったようである。
憲法は国民に義務を負わせるべきか、という議論に関しては、専制独裁に対抗するために主権を抑えようとした「十九世紀の憲法」からの脱却を説き、民主主義国においては国民が権利を持つ以上は義務を自覚しなければいけないと主張した。「義務の規定に周密でない憲法は、真に民主的なものとはいえない」と憲法における義務規定の充実を望んだ。

## エピソード
石橋が首相を退陣した時の潔さは国民に高く評価されることが多いが、弁護士の正木ひろしは「（私的な感情で）公務（首相の地位）を放棄した」と厳しく批判している。そもそも、自民党総裁選で1位優位であった岸信介候補の当選を阻もうと、石橋候補と石井光次郎候補が2位・3位連合を組んだ経緯がある。石橋総理総裁が誕生すると、岸は閣内に副総理格の外相として迎えられ、石井は閣外に留まった。冬場に自身の体調を考慮しない遊説を行った石橋は、政権発足後に風邪を引いて寝込み医師に絶対安静の診断を受ける。このとき選挙の連合相手の石井に総理総裁職を託す代わりに石橋は岸に総理臨時代理を禅譲して、岸総理総裁が平和裏に誕生した。
その後、東洋経済新報社で石橋の『全集』が制作される時に、編集者は全集の月報の執筆を正木に依頼した。
所縁の深い山梨県甲府市には2007年5月、私設の山梨平和ミュージアム・石橋湛山記念館が開館した。

## その他
1952年（昭和27年）12月1日から1968年（昭和43年）3月31日まで立正大学の学長を務めている。

## 栄典
- 1964年（昭和39年）4月29日：勲一等旭日大綬章[45]
- 1973年（昭和48年）4月25日：叙・従二位、勲一等旭日桐花大綬章追贈[46]

## 家族・親族

### 杉田家
生家
- 父・日布（日蓮宗僧侶･身延山久遠寺第81世法主）
  - 湛山は、1894年（明治27年）9月、父が静岡県に転住することになると、山梨県中巨摩郡鏡中条村（若草村→若草町を経て、現在の南アルプス市）に在る長遠寺の住職を務めていた望月日謙に預けられた。
  - 湛山は、「もし望月師に預けられず、父の下に育てられたら、あるいはその余りに厳格なるに耐えず、しくじっていたかもしれぬ。…望月上人の薫陶を受けえたことは、一生の幸福であった。そうしてくれた父にも深く感謝しなければならない」と『湛山回想』に記している[47]。
- 母・きん（畳問屋石橋藤左衛門の二女）
  - 湛山の『私の履歴書』によれば、｢母は“きん”と言い、芝二本榎の相当大きな畳屋の娘で、代々熱心な日蓮宗の信者であった。この畳屋は、私が幼年のころは相当繁盛していたようだが、主人である母の兄が死んだ後であったろう、つぶれてしまった。私は事情があって、この母方の姓を名乗って、石橋というのである。｣という[48]。
- 妹・とし
  - 1891年（明治24年）12月23日生まれ。1914（大正3年）、水谷和一郎と結婚し、三児をもうけ、1950年（昭和25年）6月24日没[49][49]。
- 弟・義朗
  - 1893年（明治26年）3月1日生まれ。生まれると同時に甲府市延光寺住職野沢義真の養子となる。甲府中学、早稲田大学商科を経て1928年（昭和3年）東洋経済新報社に入社し、営業局次長、総務局次長、内務局長、横浜支局長、桃蹊堂書店支配人、甲府支局長、監査役を歴任。1970年（昭和45年）8月31日没[49]。
- 妹・しづ
  - 1895年（明治28年）11月17日生まれ[50]。
- 弟・湛正
  - 1896年（明治29年）生まれ。幼名は三郎。1914年（大正4年）3月に湛正と改名。静岡中学、立正大学予科、東洋大学倫理哲学科に学んだのち、池田本山本覚寺を経て1925年（大正14）年2月、富士宮市の一乗寺住職となる[50]。
- 妹・とよ
  - 1901年（明治34年）2月1日生まれ[51]。

### 石橋家
自家（東京都）
- 妻・うめ（岩井尊記の三女、岩井尊信妹[52]）
- 長男・湛一（石橋湛山記念財団理事長、三菱銀行員[52]）
  - 同妻・敏子（赤星喜介の長女[52]）
    - 孫・佐和子(1945年生[52]、日産自動車の岡茂光に嫁ぐ[53])
    - 孫・久美子（1947年生[52]、王子製紙社長、日本商工会議所会頭などを歴任した足立正の孫・足立正晃の妻[54]）
    - 孫・省三（1949年生[53]、石橋湛山記念財団理事[55])
- 長女・歌子（駐メキシコ大使千葉皓の妻、1916年生、うた子とも[52]）
- 次男・和彦 - クェゼリン島で戦没[56]。

### その他の親戚
- 山梨勝之進（海軍大将）
- 本郷房太郎（陸軍大将）
- 伊藤忠兵衛 (二代)（伊藤忠財閥二代目当主）など

### 評価
鈴木幸夫著『閨閥 結婚で固められる日本の支配者集団』（1965年）89頁によれば、「長男・湛一が、資産家赤星喜介の娘と結婚してから、その一族たちと、いささか閨閥的な形ができた。一族では、元蔵王鉱業取締役赤星四郎、元千代田火災副社長赤星五郎などが目ぼしい。また、長女の夫、千葉皓が外交官として知られていた。したがって、閨閥と政権の関係をうんぬんするような材料はない。かれの積極的な経済思想と、学識、能力を党内外に買われ、宰相の地位をえたのであって、石橋政権と閨閥は無縁である。」という。

## 著書（主に没後刊）

### 評論集
- 石橋湛山全集（全15巻、全集編纂委員会 編、東洋経済新報社、1970-72年）、別巻『石橋湛山写真譜』（1973年）
  - 新版『石橋湛山全集』（全16巻、同上、2010-11年）、増訂巻は第15巻、最終巻は補巻
- 石橋湛山評論集 （松尾尊兊 編、岩波文庫、1984年、ISBN 4-00-331681-9／ワイド版1991年、ISBN 4-00-007005-3）
- 小日本主義-石橋湛山外交論集 （増田弘 編、草思社、1984年5月、ISBN 4-7942-0186-9）
- 石橋湛山評論選集 （東洋経済新報社、1990年6月、ISBN 4-492-06052-9）
- リベラリストの警鐘 石橋湛山著作集1-経済論 （長幸男 編、東洋経済新報社、1995年11月、ISBN 4-492-06081-2）
- エコノミストの面目 石橋湛山著作集2-経済論 （中村隆英 編、東洋経済新報社、1995年11月、ISBN 4-492-06082-0）
- 大日本主義との闘争 石橋湛山著作集3-政治・外交論 （鴨武彦 編、東洋経済新報社、1996年1月、ISBN 4-492-06083-9）
- 改造は心から 石橋湛山著作集4-文芸・社会評論 （谷沢永一 編、東洋経済新報社、1995年12月、ISBN 4-492-06084-7）
- 湛山読本 いまこそ、自由主義、再興せよ。（船橋洋一編、東洋経済新報社、2015年）。論説70編を選び解説。

### 回想録・日記
- 湛山回想 （岩波文庫（解説長幸男）、1985年12月、ISBN 4-00-331682-7）。初版は毎日新聞社、1951年
- 湛山座談 （岩波書店〈同時代ライブラリー〉、1994年2月、ISBN 4-00-260173-0）
- 石橋湛山　湛山回想 （人間の記録47：日本図書センター、1997年12月、ISBN 4-8205-4290-7）
- 石橋湛山日記 （上下・2巻組、石橋湛一・伊藤隆 編、2001年3月、みすず書房、ISBN 4-622-03676-2）
  - 上巻：ISBN 4-622-03677-0、下巻：ISBN 4-622-03678-9。1945年1月1日から1957年1月23日までの日記。

## 関連作品
映画
- 小説吉田学校（1983年、東宝、演：里木佐甫良）